# Matar
Matar (eta Pegasi) is een heldere ster in het sterrenbeeld Pegasus.